# 乌尔曼反应
Ullmann反应（乌尔曼反应），又称“Ullmann联芳烃合成”
经典的Ullmann反应：芳香卤化物与铜共热发生偶联反应，得到联芳烃， 例如碘苯与铜共热得到联苯。
反应以德国化学家 Fritz Ullmann 的名字命名。
这个反应的应用范围广泛，常用来合成许多对称与不对称的联芳烃衍生物。最常用的芳香碘化物，但溴化物和氯化物甚至硫氰酸酯都可以应用。除铜之外，镍也能使芳香卤化物偶联， 例如双(1,5-环辛二烯)镍(0)及四(三苯基膦)镍(0)。
反应物环上的取代基对反应的影响很特殊。硝基可以活化反应，但只有間位的硝基才有活化作用，位于鄰位和对位的硝基则无活化作用。 R 和 OR 基团在所有位置都有活化作用。相反，OH、NH2、NHR、NHCOR、COOH、SO2NH2 等基团的存在会阻止反应进行，降低产率。
Ullmann联苯醚合成（Ullmann缩合反应）是 Ullmann 反应的一种变体。这一类由铜催化的亲核芳香取代反应也被称为 Ullmann-型反应。

## 反应机理
{\displaystyle {\rm {\ Ar\!-\!I\ +Cu\ \rightarrow \ Ar\!-\!CuI}}} （氧化加成）
{\displaystyle {\rm {\ Ar\!-\!CuI\ +\ Cu\ \rightarrow \ Ar\!-\!Cu\ +\ CuI}}} （生成活性的有机铜(I)中间体）
{\displaystyle {\rm {\ Ar\!-\!Cu\ +\ I\!-\!Ar\ \rightarrow \ Ar_{2}CuI}}} （氧化加成）
{\displaystyle {\rm {\ Ar_{2}CuI\ \rightarrow \ Ar\!-\!Ar\ +\ CuI}}} （还原消除）

## 例子
220°C沙浴的条件下，邻硝基氯苯在铜-青铜合金催化下偶联为2,2'-二硝基联苯。